# Agnieszka Krukowska
Agnieszka Krukowska-Haouem (ur. 25 stycznia 1972) – polska lekkoatletka, która specjalizowała się w rzucie oszczepem. 

## Kariera
Medalistka mistrzostw Polski seniorów ma w dorobku jeden brązowy medal (Piła 1996). W finale mistrzostw Polski startowała w sumie sześciokrotnie.
Jej byłym mężem jest inny lekkoatleta Michał Krukowski – ich syn Marcin także uprawia rzut oszczepem. 
Rekord życiowy: 53,20 (22 czerwca 1996, Piła).